# Bruno Weisser
Bruno Leonardo Weisser (Cipolletti, Argentina, 29 de junio de 1985) es un futbolista argentino que juega como delantero y actualmente milita en el Uruguay de Coronado de la Primera División de Costa Rica.

## Clubes
| Club                | País       | Año               |
| ------------------- | ---------- | ----------------- |
| Club Cipolletti     | Argentina  | 2003 - 2005       |
| Alianza (Cutral Có) | Argentina  | 2005 - 2006       |
| Club Cipolletti     | Argentina  | 2006 - 2011       |
| Racing              | Argentina  | 2011 - 2012       |
| Club Cipolletti     | Argentina  | 2012 - 2014       |
| Uruguay de Coronado | Costa Rica | 2015 - Actualidad |